# Aeroportul Savuti
Aeroportul Savuti (IATA: SVT, ICAO: FBSV) este un aeroport din Districtul North-West, Botswana, Botswana.
Situat la o altitudine de 936 m, aeroportul dispune de o singură pistă.